# グライヒェン
グライヒェン (ドイツ語: Gleichen, ドイツ語発音: [ˈgla͜içn̩]) は、ドイツ連邦共和国ニーダーザクセン州ゲッティンゲン郡に属す町村（以下、本項では便宜上「町」と記述する）である。首邑はラインハウゼン地区である。
町の名前「グライヒェン」は、ゲリーハウゼン地区近郊にある2つの山「ディー・グライヒェン」にちなんだものである。

## 地理

### 位置
自治体グライヒェンは、ゲッティンゲンの南東、ドゥーダーシュタットの西南西、ハイルバート・ハイリゲンシュタットの北北西に位置している。町内の地区の多くはガルテ川や、例えばラインハウゼンではヴェンデバッハ川（ヴェンデバッハ人造湖）といった小川に面している。これらの小川はライネ川右岸、すなわち東側の支流である。
町域の中央部、アッペンローデ、ベッテンローデ、ゲリーハウゼンといった地区の間に高さ 430 m の2つの山「ディー・グライヒェン」がある。この2つの峰にはかつて城砦が築かれ、現在もその遺構を見ることができる。
町内の各地区には、たとえば連邦道 B27号線から東に分岐する州道を経由して行くことができる。

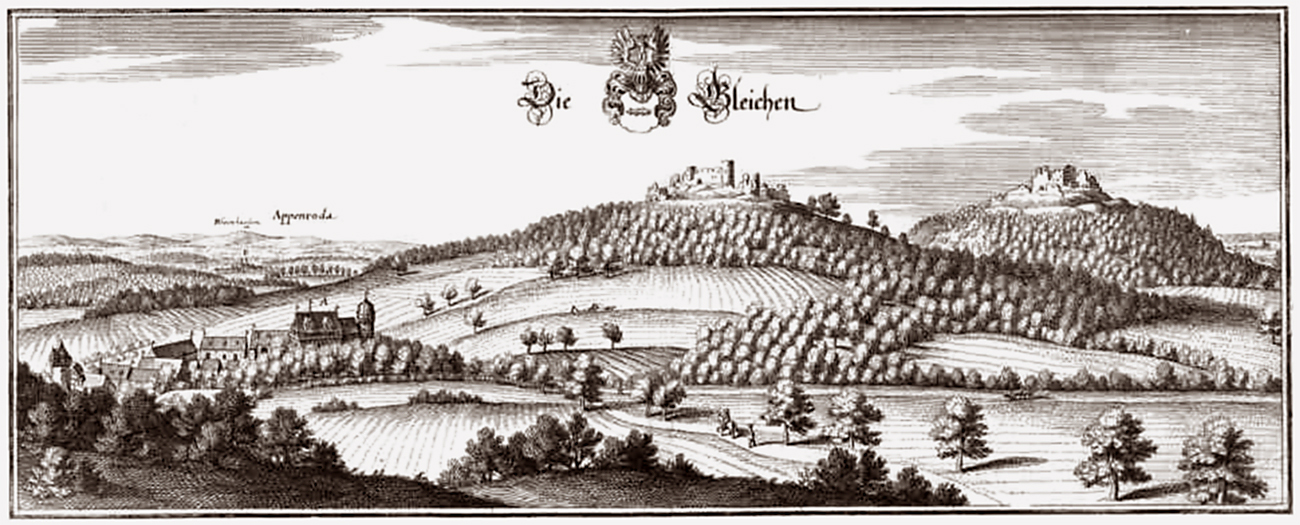
マテウス・メーリアンの銅版画に描かれた1650年頃の「ディー・グライヒェン」

### 自治体の構成

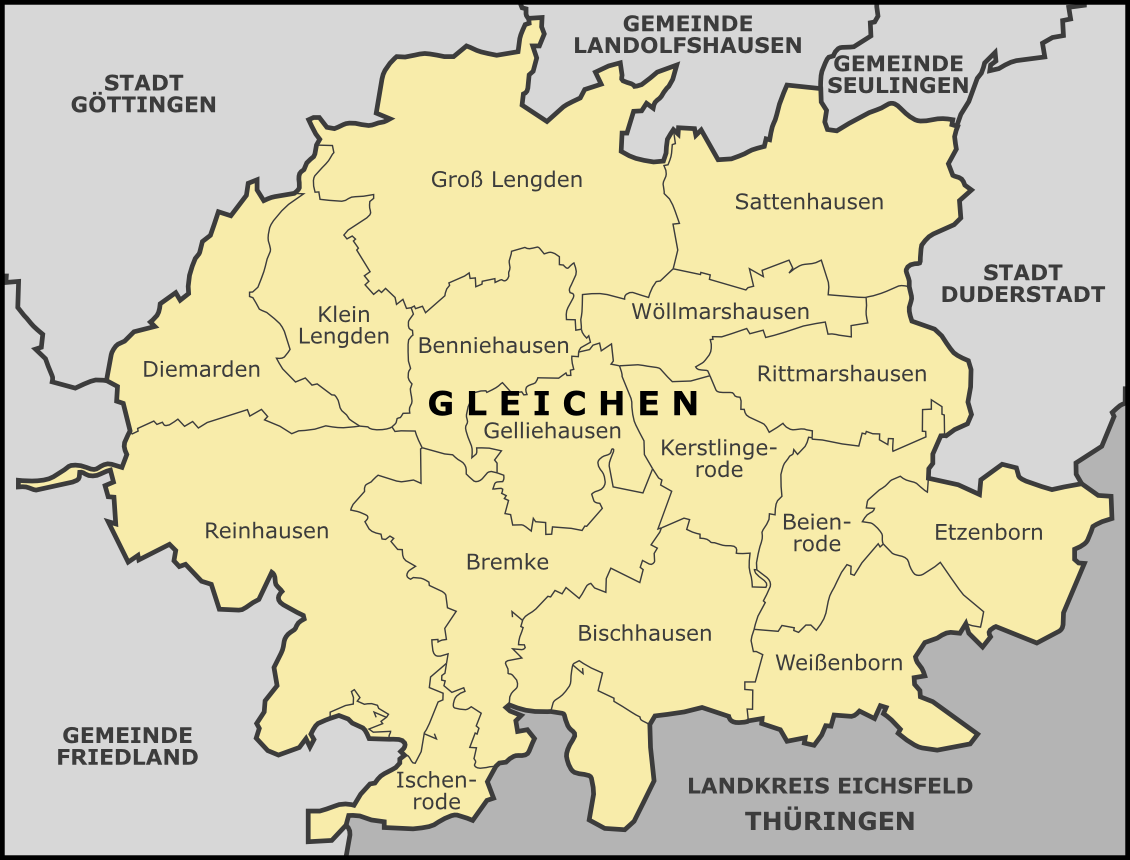
グライヒェンの町内地区配置

この町は1973年の市町村再編に伴い、16の集落が合併して形成された。首邑はラインハウゼンである。
- バイエンローデ
- ベンニーハウゼン
- ビシュハウゼン
- ブレムケ
- ディーマールデン
- エッツェンボルン
- ゲリーハウゼン
- グロース・レングデン
- イッシェンローデ
- ケルストリンゲローデ
- クライン・レングデン
- ラインハウゼン
- リットマールスハウゼン
- ザッテンハウゼン
- ヴァイセンボルン
- ヴェルマールスハウゼン

## 行政

### 議会
グライヒェンの町議会は24議席からなる。

### 首長
ディルク・オッター (SPD) は、2021年9月の選挙で町長に選出され、2021年11月1日に就任した。

### 紋章
グライヒェンの町の紋章は、銀地に2つの緑の丘。右の丘（向かって左）には胸壁のある赤い角塔、左の丘（向かって右）には青い尖塔屋根を戴く赤い円塔が描かれている。

## 文化と見所

### 建築
- ブレムケ地区の古い学生宿舎ムッター・ユッテ

### 劇場
グリム兄弟ヴァルトビューネ・ブレムケでは毎年、子供向けの童話演劇祭が開催される。開催期間は5月半ばから9月半ばまでである。このヴァルトビューネ（森の劇場）は1949年に住民達によって建設された。

### 自然文化財
アカデミー・ヴァルトシュレスヒェンの南、森の中に「フルクトシュタイン」があり、傍らのオークの木とともに1936年に自然文化財に指定された。ここにはかつてラインハウゼンのベネディクト会修道院のものと伝えられる庵がある。修道士ハインリヒ・フフナーゲルが1385年頃に聖墳墓礼拝堂を築き、ここで隠修士として暮らした。

## 経済と社会資本

### 教育
ラインハウゼン近郊にアカデミー・ヴァルトシュレスヒェンがある。

## ギャラリー
- ディー・グライヒェン山頂の城趾
- ゲリーハウゼン地区の民家
- ラインハウゼン地区の聖クリストフォルス教会
- ムッター・ユッテ
- フルクトシュタイン
- アカデミー・ヴァルトシュレスヒェン

## 人物

### ゆかりの人物
- ゴットフリート・アウグスト・ビュルガー（1747年 - 1794年）詩人。1774年から1784年までヴェルマールスハウゼンに住んだ。

## 引用
1. ↑  Landesamt für Statistik Niedersachsen, LSN-Online Regionaldatenbank, Tabelle A100001G: Fortschreibung des Bevölkerungsstandes, Stand 31. Dezember 2023
2. ↑  Max Mangold, ed (2005). Duden, Aussprachewörterbuch (6 ed.). Dudenverl. p. 366. ISBN 978-3-411-04066-7